# 비밀 캠프
《비밀 캠프》(영어: Camp Nowhere)는 미국에서 제작된 조너선 프린스 감독의 1994년 모험 코미디 영화이다. 크리스토퍼 로이드, M. 에밋 월시 등이 출연하였고, 마이클 파이저 등이 제작에 참여하였다. 조너선 잭슨의 영화 데뷔작이다.

## 출연
- 조너선 잭슨
- 크리스토퍼 로이드
- 앤드루 키건
- 마넷 패터슨
- 웬디 매케나
- 토머스 F. 윌슨
- M. 에밋 월시
- 조슈아 G. 메이웨더
- 힐러리 턱
- 데빈 닐 오트웨이
- 앨리슨 맥
- 제시카 앨바
- 피터 스콜라리
- 로미 윈저
- 레이 베이커
- 케이트 멀그루
- 존 퍼치
- 버지스 메러디스
- 지니 프랜시스
- 조너선 프레이크스
- 피터 오너라티

## 기타 제작진
- 공동 제작: 재닛 그레이엄, 데이비드 스트라이트
- 배역: 에이미 리펀스
- 미술: 러스티 스미스
- 의상: 셰리 톰프슨